# (35082) 1990 RJ3
(35082) 1990 RJ3 es un asteroide perteneciente al cinturón de asteroides descubierto el 14 de septiembre de 1990 por Henry E. Holt desde el Observatorio del Monte Palomar, Estados Unidos.

## Designación y nombre
Designado provisionalmente como 1990 RJ3.

## Características orbitales
1990 RJ3 está situado a una distancia media del Sol de 2,237 ua, pudiendo alejarse hasta 2,415 ua y acercarse hasta 2,060 ua. Su excentricidad es 0,079 y la inclinación orbital 6,284 grados. Emplea 1222,72 días en completar una órbita alrededor del Sol.

## Características físicas
La magnitud absoluta de 1990 RJ3 es 15. Tiene 2,144 km de diámetro y su albedo se estima en 0,35. 